# Українці Оренбуржжя
Українці Оренбуржжя (рос. Украинцы в Оренбуржье) — одна з найбільших національних громад, яка сформувалася історично та внесла значний внесок у освоєння та розвиток даного регіону.

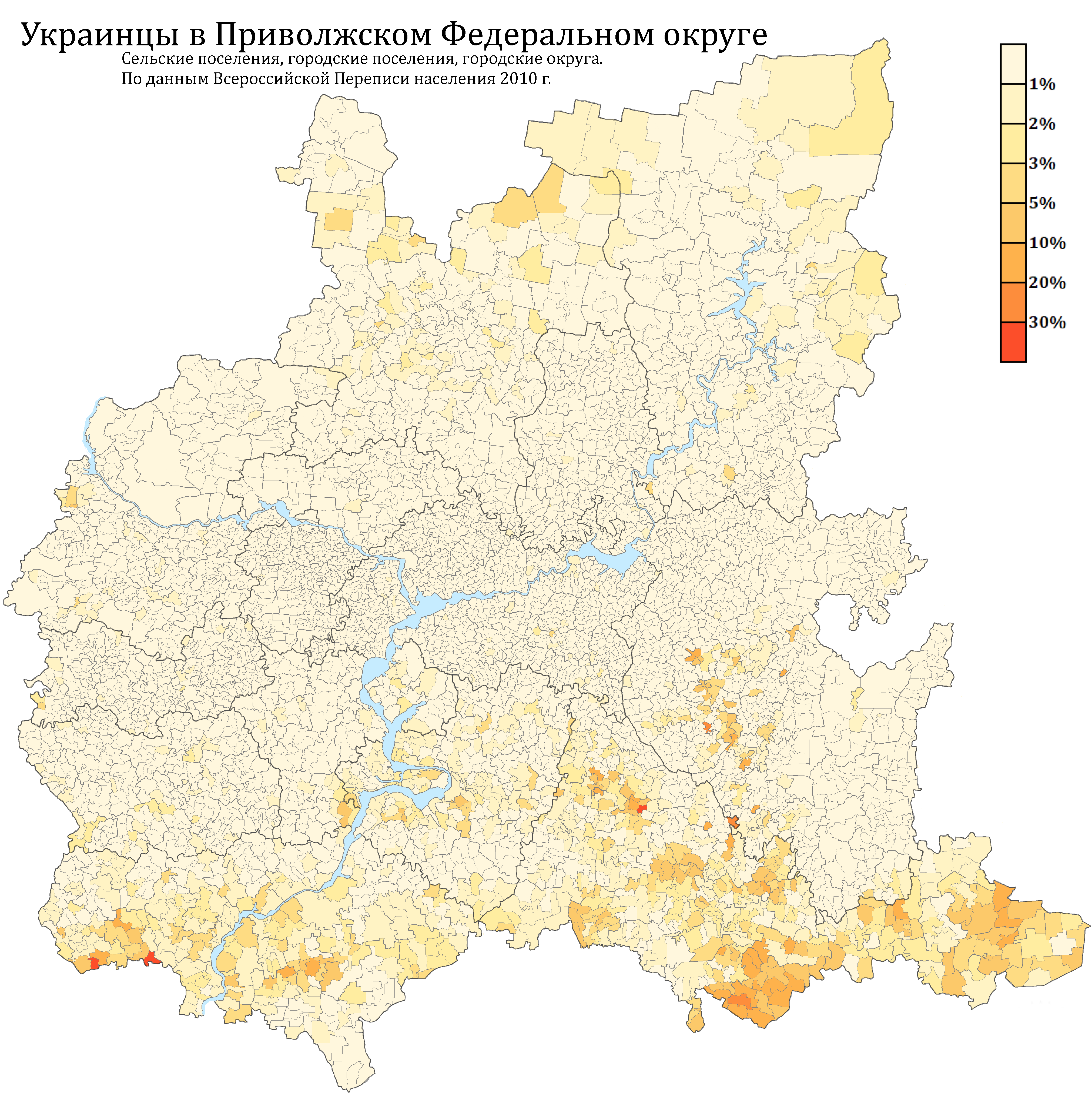
Розселення українців на території Поволжя та Оренбуржжя за даними перепису 2010 року

Історично українська громада сформувалася у процесі переселенського руху, колонізації та освоєння територій Південного Уралу (сучасної Оренбурзької області), починаючи з XVIII століття.
За рекрутською повинністю українського поета і мислителя Тараса Шевченка було визначено на військову службу рядовим в Окремий Оренбурзький корпус, що розміщувався в Оренбурзькому краї (територія сучасних Оренбурзької області Росії та Мангистауської області Казахстану). У 1847—1857 роках він перебував в Оренбурзькому краї.

## Історія
Експансія Російської імперії призвела до створення однієї з найбільших держав в історії людства, територія якої охопила площі від Балтійського моря до Тихого океану. Це наклало суттєвий відбиток на особливості розвитку історичного процесу. Дана експансія і міграція були невіддільною частиною московсько-російської історії протягом століть .
Можна констатувати, що саме міграція та переселення населення з різних регіонів відіграли найважливішу роль в історії держави, що пояснюється великим впливом цих процесів на соціально-економічний, культурний та демографічний розвиток країни. Однією з околиць Російської імперії був Оренбурзький край, який почав активно заселятися з 1730 років. Розуміючи, що Оренбурзька земля є брамою з Азії до Європи, царський уряд став приділяти більше уваги питанням розвитку краю та, насамперед, колонізації неосяжних територій за рахунок переселення народів з інших регіонів. Вагомою роль у землеробському освоєнні краю відігравало прибуле селянське населення, яке приносило з собою століттями сформовану культуру землеробства, агротехнічні навички та прийоми. Своєю наполегливою працею вони піднімали цілину, розширювали орні землі, сприяли переходу башкир та казахів від напівкочового господарства до землеробства і, зрештою, перетворення краю на район великого виробництва хліба.
Особлива роль у заселенні краю відводилася переселенцям із території сучасної України. Не випадково, що ця проблема отримала досить широке висвітлення в регіональній літературі. Новий виток інтересу до історії українського переселенського населення виник наприкінці XX століття і був зумовлений розпадом СРСР.
Міграцію українського населення можна умовно розділити на чотири етапи:
- 1 етап — 1730—1740 рр.;
- 2 етап — 1820—1840 рр.;
- 3 етап — після скасування кріпосного права — 1861—1910 рр.;
- 4 етап — 1954—1960 гг. і до нашого часу[7].

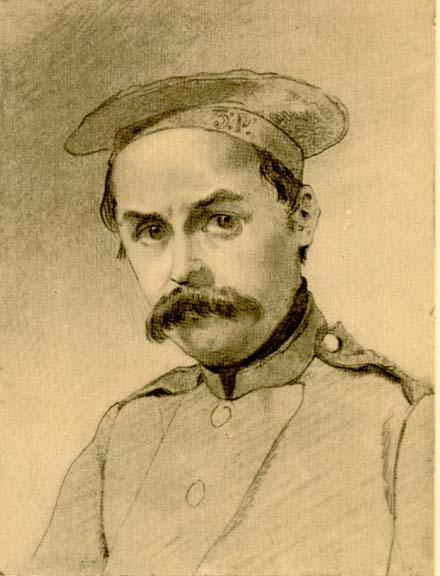
Тарас Шевченко у період своєї служби в Оренбурзькому краї, Орської фортеці

Основна маса українців прибула і оселилася на території Оренбурзької області наприкінці XIX і на початку XX століть (до війни 1914 р.) і лише незначна частина українців прибула в першій половині XIX століття.
Процес переселення українців у межі області в пореформений час був частиною широкого селянського переселенського руху, що носив характер стихійного, слабо регульованого владою міграційного процесу. Вони сотнями і тисячами спрямовувалися на схід, у Заволжя, Оренбурзькі степи. Головною причиною, що змушувала селян залишати рідні місця, розпродавати майно і вирушати в далеку дорогу в пошуках вільної землі і кращої долі, було малоземелля, а також зростаючі податкові борги.
Наскільки інтенсивно йшов приплив селян українців до Оренбурзької губернії, можна судити з порівняння підсумків першого Всеросійського перепису 1897 р. з даними про кількість українців в області у 60-х роках ХІХ століття. За даними першого Всеросійського перепису 1897 р., лише межах Оренбурзького і Орського повітів (без міст) налічувалося вже 38 905 українців (в Оренбурзькому повіті — 29 942 осіб, в Орському — 8 963 осіб). Отже, приблизно за 30 років кількість українців в Оренбурзькому та Орському повітах збільшилася майже в 3 рази. У цей період на території цих повітів виникла ціла низка українських селищ, як наприклад, с. Георгіївка Олександрівського району, с. Іллінка і Верхній Бурлюк Білозерського району, с. Петропавлівка Катеринівського району, с. Бака та Шубине Ново-Покровського району, с. Анатолівка Жовтневого району, сел. Комишівка і Доріжки Покровського району, сел. Старосійка Сарактаського району, с. Покровка і Мала Слобідка Білозерського району. Покровка і Мала Слобода Шарликського району та ін. .
Подальше зростання чисельності українського населення в межах області пов'язане з переселенською політикою після революції 1905 р. і початком реформ П. Столипіна, коли царат шляхом переселення малоземельних селян із центральних і південних губерній Росії до Сибіру, на Кавказ та оренбурзькі степи намагався розв'язати аграрне питання. З метою ослаблення боротьби селянства за землю уряд змінив свою політику щодо селянських переселень, намагався організувати переселення в Сибір, казахстанські та заволзькі степи. Закон від 6 червня 1904 р., доповнений правилами від 10 березня 1906 р., давав повну свободу переселенню селян за допомогою Селянського банку з поширенням права власності переселенців на зайняту землю. Це збільшило приплив українців в Оренбуржжя і конкретно в Орський повіт. На території сучасних районів Східного Оренбуржжя — Адамовського, Домбаровського, Ясненського — виникло 78 українських поселень із населенням 43,4 тис. осіб.
З початку XX століття зростало переселення в Сибір і Заволжя. У період з 1893 по 1913 рр. з п'яти українських губерній Російської імперії — Чернігівської, Полтавської, Київської, Подільської та Волинської — до Сибіру переселилося понад 1 140 000 осіб обох статей. Велика кількість українців оселилася також і в Заволжжі, і в казахстанських степах. Про значущість переселенського руху українців від кінця XIX століття і до початку війни 1914 р. на територію сучасної області можна судити з того, що за цей час виникли всі українські села й селища в сучасних Адамівському, Домбаровському, Акбулацькому та Буртинському районах (у його лівобережній частині), що входили в межі колишньої Тургайської області. За цей самий час виникло багато українських сіл у Катеринівському, Гаврилівському, Ново-Покровському, Халілівському районах, селища і хутори в Державінському, Іванівському, Червоно-Партизанському та інших районах західної половини області, багато українців оселилися в козацьких станицях і селищах Уральського козачого війська на території сучасних Теплівського, ташлинського та Мустаївського районів, де вони орендували Козачі землі. Значна частина козаків Оренбурзького козачого війська були українцями. Наскільки швидко йшов приплив українського населення в межі області, можна бачити з порівняльних даних перепису 1897 р. з даними перепису 1920 року: за переписом 1897 р., в Оренбурзькому та Орському повітах налічувалося 38 905 українців, то 1920 р. на цій території було 74 219 українців, тобто за якихось 20 років їхня чисельність зросла майже удвічі.
Відповідно до історичних етапів переселення українське населення області здебільшого склалося у період з 1860-х рр. по 1914-17 рр., далі переважно відбувався процес природного приросту населення. Як свідчать архівні документи, переселення йшло з таких губерній: Київської, Волинської, Подільської, Чернігівської, Полтавської, Харківської, Таврійської, Одеської, Катеринославської тощо. Назви окремих поселень українців також вказують на район виходу переселенців. Переселенці, влаштувавшись на новому місці, часто називали своє селище ім'ям губернії, повіту, в яких вони жили до переселення. Так походять назви сіл і селищ, як Катеринославка, Полтавка, Дніпровка, Харківка тощо, тож назви окремих українських населених пунктів області ясно вказують на місця, звідки вийшли переселенці-українці. Наведемо деякі з них: с. Брацлавка Адамівського району, с. Брянчанинове Червоно-Партизанського району, селище Нова Волинь Бугурусланського району, с. Катериславка Домбаровського району. Катеринославка Домбарівського району тощо. За архівними даними, за 150 років українцями засновано понад 280 населених пунктів, що відіграло важливу роль у господарському освоєнні краю і, насамперед, у впровадженні високої культури землеробства.
Українці відіграли важливу роль у господарському освоєнні краю. Переважно землеробське українське населення принесло із собою історично сформовану культуру землеробства. З поселенням українців пов'язане широке застосування волів під час розорювання. Переселенці-українці стали розвивати в оренбурзьких степах тваринництво, городництво, баштанництво, а також ремісничі промисли — гончарну, ковальську справу тощо. Незважаючи на складнощі і тяготи переселення, українські селяни, гнані нуждою і малоземеллям, на межі XIX—XX століть продовжували активно освоювати регіон Південного Уралу. Крім того, безболісне вливання українського населення було пов'язане з тим, що українські переселенці не принесли з собою на Оренбурзьку землю будь-які нові вірування і релігійні традиції. У своїй більшості вони були православними. І, вливаючись до православних віруючих Оренбурзької єпархії, вони мали підтримку не тільки з боку губернської влади, а й з боку єпархіальної.

## Культура
1989 року в Оренбурзі було відкрито меморіальний музей-гауптвахта під час святкування 175-річного ювілею Тараса Шевченка. Будівля, в якій розташувався музей, була побудована в 1843 для потреб канцелярії одного інженерного підрозділу. Саме у цій будівлі у квітні 1851 року перебував під арештом знаменитий український поет і художник, заарештований за участь у таємній організації, що увійшла в історію як Кирило-Мефодіївське братство.
У музеї представлена типова обстановка гауптвахти ХІХ століття — маленька камера, караульне приміщення, а на вікнах масивні ковані ґрати, що зображені на одному з малюнків Шевченка.
Експонати представлені до уваги відвідувачів у головному залі, докладно відображають етапи долі Тараса Шевченка, а саме: документи про перебування Шевченка в Орську, Аральську експедицію, Оренбург, а також про сім років перебування на півострові Мангишлак, на території нинішнього Казахстану. Під арештом на гауптвахті Тарас Шевченко виявився через порушення заборони — імператор Микола I заборонив засланцю поету писати і навіть малювати, проте надихнувшись участю у науковій експедиції, Шевченко проігнорував цю вказівку і створив кілька портретів мешканців Оренбурга.
Відомий також будинок, в якому жив Шевченко — історична будівля Оренбурга та об'єкт культурної спадщини народів РФ. У цьому будинку 1849 року жив Тарас Шевченко на засланні. На початку 2016 року будівлю знесено, а на його місці організовано паркування для клієнтів банку «Русь». За фактом незаконного знесення порушено кримінальну справу.
1959 року в в центральній частині Орська було поставлено пам'ятник українському поетові на площі імені Тараса Шевченка. Скульптор Л. М. Писаревський, архітектор Н. К. Габелко. Ім'я Шевченка носять Орський педагогічний інститут, одна з міських бібліотек та вулиця Шевченка.

## Українська мова
Політика коренізації в 1920-х роках сприяла розвитку національних мов, у тому числі й української. Відкривалися українські школи, а національні громади мали певні права культурної автономії. Проте з початку 1930-х років політика СРСР змінилася: почався процес російщення, який зачепив і українську мову. Українські школи закривалися, а навчання велося виключно російською мовою.
Друга половина XX століття відзначилася майже повним занепадом української мови в Оренбурзькій області. Хоча українці продовжували становити значну частину населення регіону, зростаючий тиск російщення, а також переселення української молоді у великі російські міста призвели до втрати мови серед більшості діаспори. Українська мова залишалася здебільшого мовою домашнього вжитку селян, але з кожним поколінням її використання зменшувалося.
Сьогодні українська мова в Оренбурзькій області перебуває в критичному стані. За офіційними даними, українці все ще становлять одну з найбільших національних меншин у регіоні, але українську мову використовує дуже невелика частина цієї громади. За даними перепису населення 2010 року, лише близько 0,2% населення Оренбурзької області вказали українську як рідну мову.